# Sieszcza
Sieszcza (ros. Сеща) – osiedle w Rosji, w obwodzie briańskim, w rejonie dubrowskim. W 2010 liczyło 4495 mieszkańców.